# Doonesbury
Doonesbury är en amerikansk tecknad dagspresserie skapad av Garry Trudeau 1970. Huvudpersonen Michael Doonesbury var ursprungligen modellerad efter serieskaparen själv.
Serien är känd för sina sociala och politiska ställningstaganden (till vänster i amerikansk politik) och sin torra och ironiska humor. I mitten av 2000-talet publicerades serien i cirka 1400 tidningar över hela världen. I Sverige återfinns den exempelvis i Göteborgs-Posten på lördagar. Sedan 2013 produceras enbart söndagssidor.
En animerad kortfilm baserad på serien kom 1977, A Doonesbury Special. Filmen nominerades med en Oscar för bästa animerade kortfilm.